# Kumengamatea (rivière)
La rivière Kumengamatea  (anglais : Kumengamatea River) est un  cours d’eau de la région du Northland de l’Île du Nord de la Nouvelle-Zélande.

## Géographie
Elle s’écoule vers le sud-ouest et se déverse dans la rivière Awarua près de son  exutoire dans le fleuve Wairoa.